# والتر برلي
والتر برلي (بالإنجليزية: Walter Burleigh أو Walter Burley) هو فيلسوف إنجليزي مدرسي وعالم منطق وُلد في عام 1275 في لا تقل الأعمال المنسوبة له عن 50 عملًا. حصل على درجة الماجستير في الفنون عام 1301، وهو خريج كلية ميرتون في جامعة أكسفورد عام 1310. ثم أمضى ستة عشر عامًا في باريس، ليصبح خريجًا في جامعة السوربون عام 1324، ثم قضى 17 عامًا في الحاشية الملكية الدينية في إنجلترا وأفينيون. اختلف مع وليام آكهام على عدد من النقاط المتعلقة بالمنطق والفلسفة الطبيعية. وقد تُوفي في عام 1344.

## حياته المُبكِّرة
وُلد والتر في عام 1274 أو 1275، غالبًا كانت ولادته في بورلي في وارفيديل، في يوركشاير، أو في بورلي قرب ليدز. ولا يُعرف سوى القليل عن حياته المبكرة. أصبح عميد جاعة ولبري في يوركشاير في عام 1309، وعلى الأرجح أصبح العميد بسبب تأثير السيد جون دي ليسلي، صديق ويليام غرينفيلد. طوال حياته المهنية، قال إنه بمثابة عميد الجامعة فإنه يعمل كبديل فقط ويستخدم دخله المالي لتمويل دراسته في باريس.

## روابط خارجية
- والتر برلي على موقع الموسوعة البريطانية (الإنجليزية)